# Скворцов, Юрий Илларионович
Скворцов, Юрий Илларионович — чувашский советский поэт, публицист, писатель и переводчик.

## Биография
Родился 10 января в 1931 году в деревне Хорнкасы Моргаушского района Чувашской Республики. Однако его отца, Скворцова Иллариона Титовича (1899-?), окончившего в 1933 году Горьковскую ВКСХШ (Высшую Коммунистическую сельскохозяйственную школу), постоянно направляли  в разные места на руководящие должности, поэтому семья жила в Цивильском районе, а с 1942 года — в селе Первомайское  на реке Буле, в то время являвшемся районным центром. Там будущий писатель закончил местную среднюю школу в 1950 году и поступил в Казанский авиационный институт, который не закончил, потому что вскоре переехал в Чебоксары. 
В 1956 году — окончил Чувашский государственный педагогический институт. Работал редактором Чувашского книжного издательства 1956—1965 гг. и 1968—1977 гг..
С 1965 по 1966 работал корреспондентом Комитета по телевидению и радиовещанию при Совете Министров Чувашской АССР. С 1964 года - член Союза писателей СССР.
Автор более 10 книг прозы, текстов многих песен и переводов произведений Я. Купалы, рассказов индийских, сербских, венгерских, марийских писателей.
В Чебоксарах на доме, где он жил в 1968-1977 гг. (пр. Мира, 10), установлена мемориальная доска.

## Произведения
- «Сурӑм хӗрӗ» (1959) (Девушка с берегов Сормы)
- «Ҫын ӑшши» (1969, 1978) (Тепло людское)
- «Сӑваплӑ вут» (1982) (Священный огонь)
- «И все стало иным» (1985)
- «Красный мак» (1976)
- «Пурнӑҫ хумӗ» (2007) (Волна жизни)
- «Избранное» (2011)